# Ministerio de Transportes y Telecomunicaciones
El Ministerio de Transportes y Telecomunicaciones (más conocido por su acrónimo, MTT) de Chile es el ministerio de Estado encargado de dirigir, supervisar, coordinar y promover leyes sobre transportes y telecomunicaciones; así como coordinar y promover el desarrollo de estas actividades y controlar el cumplimiento de las leyes, reglamentos y normas pertinentes. Su actual ministro es el ingeniero civil Juan Carlos Muñoz Abogabir, quien ejerce el cargo desde el 11 de marzo de 2022, bajo el gobierno de Gabriel Boric.
Fue creado durante la dictadura militar del general Augusto Pinochet mediante el decreto ley N.º 557 del 8 de julio de 1974, separándose así del Ministerio de Obras Públicas (MOP), quien hasta ese entonces ejercía labores correspondientes a transportes.

## Funciones
El ministerio tiene como principales funciones proponer las políticas nacionales en materias de transportes y telecomunicaciones, de acuerdo a las directrices del gobierno y ejercer la dirección y control de su puesta en práctica; supervisar las empresas públicas y privadas que operen medios de transportes y comunicaciones en el país, y coordinar y promover el desarrollo de estas actividades y controlar el cumplimiento de las leyes, reglamentos y normas pertinentes.

## Estructura
Su estructura está conformada por dos Subsecretarías, y cuatro organismos dependientes:
- Subsecretaría de Transportes, a cargo de Jorge Daza Lobos.
- Subsecretaría de Telecomunicaciones, al mando de Claudio Araya.
- Directorio de Transporte Público Metropolitano, a cargo de Paola Tapia.
- Junta Aeronáutica Civil, a cargo de Martín Mackenna Rueda.
- Secretaría Ejecutiva de Desarrollo Digital[7]
- Comisión Nacional de Seguridad de Tránsito[8]

Adicionalmente, el ministerio sirve de vínculo con el gobierno a empresas autónomas como la Empresa de los Ferrocarriles del Estado, Metro S.A., Correos de Chile y las 10 empresas portuarias creadas de la filialización de EMPORCHI.

## Lista de ministros

### Ministros de Transportes (1974-1977)
- Partidos:

     – Militar
| N.º | Ministro | Ministro           | Partido | Inicio             | Final               | Presidente | Presidente              |
| --- | -------- | ------------------ | ------- | ------------------ | ------------------- | ---------- | ----------------------- |
| 1   |          | Enrique Garín Cea  | Militar | 8 de julio de 1974 | 8 de marzo de 1976  |            | Augusto Pinochet Ugarte |
| 2   |          | Raúl Vargas Miquel | Militar | 8 de marzo de 1976 | 20 de abril de 1977 |            | Augusto Pinochet Ugarte |

### Ministros de Transportes y Telecomunicaciones (desde 1977)
- Partidos:

     – Militar
     – Independiente
     – Partido Demócrata Cristiano (PDC)
     – Partido Socialista (PS)
     – Partido por la Democracia (PPD)
     – Evolución Política (Evópoli)
     – Frente Amplio (FA)
| N.º | Ministro/a | Ministro/a                      | Partido | Inicio                   | Final                    | Presidente | Presidente                 |
| --- | ---------- | ------------------------------- | ------- | ------------------------ | ------------------------ | ---------- | -------------------------- |
| 1   |            | José Luis Federici              | Ind.    | 20 de abril de 1977      | 14 de diciembre de 1979  |            | Augusto Pinochet Ugarte    |
| 2   |            | Caupolicán Boisset Mujica       | Militar | 14 de diciembre de 1979  | 10 de agosto de 1983     |            | Augusto Pinochet Ugarte    |
| 3   |            | Enrique Escobar Rodríguez       | Militar | 10 de agosto de 1983     | 7 de julio de 1987       |            | Augusto Pinochet Ugarte    |
| 4   |            | Jorge Massa Armijo              | Militar | 7 de julio de 1987       | 21 de octubre de 1988    |            | Augusto Pinochet Ugarte    |
| 5   |            | Carlos Silva Echiburu           | Militar | 21 de octubre de 1988    | 11 de marzo de 1990      |            | Augusto Pinochet Ugarte    |
| 6   |            | Germán Correa Díaz              | PS      | 11 de marzo de 1990      | 28 de septiembre de 1992 |            | Patricio Aylwin Azócar     |
| 7   |            | Germán Molina Valdivieso        | PPD     | 28 de septiembre de 1992 | 11 de marzo de 1994      |            | Patricio Aylwin Azócar     |
| 8   |            | Narciso Irureta Aburto          | PDC     | 11 de marzo de 1994      | 28 de septiembre de 1996 |            | Eduardo Frei Ruiz-Tagle    |
| 9   |            | Claudio Hohmann Barrientos      | PDC     | 28 de septiembre de 1996 | 11 de marzo de 2000      |            | Eduardo Frei Ruiz-Tagle    |
| 10  |            | Carlos Cruz Lorenzen            | PS      | 11 de marzo de 2000      | 7 de enero de 2002       |            | Ricardo Lagos Escobar      |
| 11  |            | Javier Etcheberry Celhay        | PPD     | 7 de enero de 2002       | 3 de enero de 2005       |            | Ricardo Lagos Escobar      |
| 12  |            | Jaime Estévez Valencia          | PS      | 3 de enero de 2005       | 11 de marzo de 2006      |            | Ricardo Lagos Escobar      |
| 13  |            | Sergio Espejo Yaksic            | PDC     | 11 de marzo de 2006      | 27 de marzo de 2007      |            | Michelle Bachelet Jeria    |
| 14  |            | René Cortázar Sanz              | PDC     | 27 de marzo de 2007      | 11 de marzo de 2010      |            | Michelle Bachelet Jeria    |
| 15  |            | Felipe Morandé Lavín            | Ind.    | 11 de marzo de 2010      | 14 de enero de 2011      |            | Sebastián Piñera Echenique |
| 16  |            | Pedro Pablo Errázuriz Domínguez | Ind.    | 16 de enero de 2011      | 11 de marzo de 2014      |            | Sebastián Piñera Echenique |
| 17  |            | Andrés Gómez-Lobo Echeñique     | PPD     | 11 de marzo de 2014      | 14 de marzo de 2017      |            | Michelle Bachelet Jeria    |
| 18  |            | Paola Tapia Salas               | Ind.    | 14 de marzo de 2017      | 11 de marzo de 2018      |            | Michelle Bachelet Jeria    |
| 19  |            | Gloria Hutt Hesse               | Evópoli | 11 de marzo de 2018      | 11 de marzo de 2022      |            | Sebastián Piñera Echenique |
| 20  |            | Juan Carlos Muñoz Abogabir      | Ind.    | 11 de marzo de 2022      | En el cargo              |            | Gabriel Boric Font         |

### Redes sociales
- Ministerio de Transportes y Telecomunicaciones de Chile en X (antes Twitter)
- Ministerio de Transportes y Telecomunicaciones de Chile en Instagram
- Ministerio de Transportes y Telecomunicaciones de Chile en Facebook
- Ministerio de Transportes y Telecomunicaciones de Chile en Flickr

- Datos: Q4294749
- Multimedia: Ministry of Transportation and Telecommunications (Chile) / Q4294749